# 松木松年
松木 松年（まつき しょうねん、男性、天保14年〈1843年〉 – 大正6年（1917年）12月28日）は、幕末から近代日本の画家・篆刻家である。
名は偉彦（くすひこ）、字は子温、松年は最初の号で後に香雲・五峰などと称した。伊勢度会の人。

## 略伝
松木武彦の子で、松木品彦の養子。伊勢神宮禰宜を務めた。幕末に正四位に至るが、明治維新後一旦返上し改めて従七位に叙される。画は谷口藹山・松田雪柯に学び、篆刻は福井端隠の門下。また馬術は大坪流の林又蔵に師事した。印譜に『香雲印譜』がある。享年75。